# Igor Tudor
Igor Tudor (* 16. April 1978 in Split, SR Kroatien, SFR Jugoslawien) ist ein ehemaliger kroatischer Fußballspieler und heutiger -trainer. Seit März 2025 ist er Trainer von Juventus Turin.
Während seiner aktiven Zeit war er Abwehrspieler, konnte in der Innenverteidigung sowie im defensiven Mittelfeld eingesetzt werden und war vor allem für seine Zweikampf- und Kopfballstärke bekannt. Im Sommer 2008 musste Tudor wegen einer schweren Knöchelverletzung seine Karriere beenden.

## Spielerkarriere

### Im Verein
Igor Tudor begann seine Karriere beim kroatischen Traditionsklub Hajduk Split und galt als großes Talent. Im Sommer 1998 wechselte er für umgerechnet ca. 3,7 Millionen Euro zum italienischen Rekordmeister Juventus Turin. Dort war er unter Marcello Lippi und Carlo Ancelotti lange Zeit ein wichtiger Teil der Mannschaft und hatte teilweise auch einen Stammplatz sicher. Im Jahr 2001 wurde Tudor zu Kroatiens Fußballer des Jahres gekürt. Nach und nach ließ er jedoch die notwendige Sicherheit vermissen, so wurde er unter Fabio Capello, der ab Sommer 2004 Trainer in Turin war, kaum noch eingesetzt. Deshalb wurde der Kroate in der Winterpause der Saison 2004/05 an die AC Siena verliehen, wo er bis Sommer 2006 spielte.
Zur Spielzeit 2006/07 kehrte Igor Tudor wieder zu Juventus zurück, die wegen des Manipulationsskandals 2005/06 in die Serie B zwangsabsteigen mussten. Tudor verletzte sich in der Saisonvorbereitung schwer, war fast ein halbes Jahr lang verletzt und kam überhaupt nicht zum Einsatz.
Zur Saison 2007/08 wechselte der Abwehrspieler ablösefrei zurück in sein Heimatland zu Hajduk Split. Im Sommer 2008 musste Igor Tudor im Alter von 30 Jahren seine aktive Laufbahn wegen einer schwerwiegenden Knöchelverletzung beenden.

### In der Nationalmannschaft
Igor Tudor spielte insgesamt 55-mal für die kroatische Nationalmannschaft und erzielte dabei drei Tore. Sein Debüt gab er 1997 gegen die Ukraine. Tudor war Teilnehmer der Weltmeisterschaften 1998 in Frankreich, bei der er mit Kroatien Dritter wurde, und 2006 in Deutschland sowie der Europameisterschaft 2004 in Portugal. Die WM 2002 verpasste er wegen einer Verletzung.

#### Erfolge als Spieler
- Italienische Meisterschaft: 2001/02, 2002/03, 2004/05*
- Italienische Serie-B-Meisterschaft: 2006/07
- Italienischer Supercup: 2002, 2003
- UEFA Intertoto Cup: 1999
- Kroatiens Fußballer des Jahres: 2001

* aberkannt im Rahmen des italienischen Fußball-Skandals 2005/2006

## Trainerkarriere
Von Sommer 2009 bis Februar 2010 war Tudor Co-Trainer vom Italiener Edoardo Reja, der Hajduk Split in dieser Zeit betreute. Im Dezember 2012 hospitierte er bei seinem Ex-Klub Juventus Turin, wo sein früherer Mannschaftskollege Antonio Conte mittlerweile als Trainer arbeitete und wurde dort zum Trainer der U-17 Hajduks berufen.
Am 29. April 2013 wurde Igor Tudor zum Cheftrainer von Hajduk Split berufen. Er trat die Nachfolge von Mišo Krstičević an, dessen Assistent er zuvor gewesen war. 2015 trat er das Amt des Cheftrainers bei PAOK Thessaloniki an und holte seinen nahezu gleichaltrigen Landsmann und ehemaligen Teamkollegen Ivan Leko als Co-Trainer ins Boot. Beide mussten den Verein jedoch wieder verlassen, als der Serbe Vladimir Ivić das Traineramt im Frühjahr 2016 übernahm.
Vom 18. Juni 2016 bis zum 14. Februar 2017 trainierte Tudor den türkischen Erstligisten Kardemir Karabükspor. Am 15. Februar 2017 wurde der Kroate Cheftrainer von Galatasaray Istanbul und unterschrieb dort einen Vertrag bis zum 31. Mai 2018. Galatasaray zahlte Karabükspor eine Ablöse in Höhe von 150.000 Euro. Am 18. Dezember 2017 wurde Tudor (samt Trainerteam) entlassen, wie Galatasaray nach einer Vorstandssitzung bekannt gab.
Am 24. April 2018 wurde Tudor als neuer Trainer des italienischen Erstligisten Udinese Calcio vorgestellt und betreute den Verein bis Saisonende. Von März bis November 2019 war er erneut Trainer des Vereins. Anfang 2020 wurde er erneut Cheftrainer bei Hajduk Split, im August 2020 trat er von seinem Posten zurück, um unter Andrea Pirlo Co-Trainer bei Juventus Turin zu werden.
Nach knapp einem Jahr als Trainer des italienischen Erstligisten Hellas Verona, mit dem er in der Saison 2021/22 den neunten Platz in der Serie A erreichte, übernahm Tudor am 5. Juli 2022 das Traineramt beim französischen Erstligisten Olympique Marseille als Nachfolger des zurückgetretenen Jorge Sampaoli und erhielt einen Zweijahresvertrag. Im Juni 2023 bat Tudor um Auflösung seines bis 2024 laufenden Vertrags, die Vereinsführung kam diesem Wunsch nach.
Im März 2024 wurde er als Nachfolger von Maurizio Sarri Cheftrainer von Lazio Rom. Bereits drei Monate später trennten sich Tudor und Lazio.
Ende März 2025 übernahm er das Traineramt von Thiago Motta bei Juventus Turin.